# Ogólnopolski Zlot Drużynowych ZHP
Ogólnopolski Zlot Drużynowych ZHP - impreza harcerska organizowana co kilka lat przez Główną Kwaterę Związku Harcerstwa Polskiego dla drużynowych, a także przybocznych (od III edycji Zlotu). Ogólnopolski Zlot Drużynowych odbył się: 
1. w ośrodku Perkoz (2003),
2. w Krakowie (2005),
3. w Małeczu (2009).

Na sierpień 2011 planowany jest Zlot Kadry w „Perkozie”. Jego częścią będzie kolejny Zlot Drużynowych.

## Kalendarium zlotów

### I Ogólnopolski Zlot Drużynowych
Pierwszy Ogólnopolski Zlot Drużynowych odbył się w dniach 21-24 sierpnia 2003 roku w Ośrodku Szkoleniowo-Wypoczynkowym Perkoz położonym nad Jeziorem Pluszne koło Olsztynka. Celem było zapoznanie drużynowych z programem Barwy Przyszłości oraz z wprowadzanymi w ZHP zmianami metodycznymi.

### II Ogólnopolski Zlot Drużynowych
Druga edycja Ogólnopolskiego Zlotu Drużynowych odbyła się na terenie i w otoczeniu krakowskiego fortu „Pasternik” od 18 do 21 sierpnia 2005.
Komendę zlotu stanowili: 
- hm. Anna Poraj – komendantka zlotu,
- phm. Elżbieta Czapara – zastępczyni ds. programowych,
- hm. Paweł Miłobędzki – zastępca ds. organizacyjnych,
- hm. Kazimierz Górka – zastępca ds. logistycznych,
- hm. Piotr Kowalski – członek komendy ds. pozyskiwania środków,
- phm. Iwona Jakimowicz – członek komendy odpowiedzialny za promocję zlotu,
- phm. Maria Leńczuk – członek komendy odpowiedzialny za Program krakowski.

W programie zlotu znalazło się m.in.: podsumowanie programu Barwy przyszłości, przedstawienie programu Jeden świat - jedno Przyrzeczenie realizowanego z okazji stulecia skautingu, konferencje instruktorskie, kino letnie, jarmark skautowy  oraz spotkania z metodykami. Zorganizowano również pięć kawiarenek, w których można było porozmawiać w nieoficjalnej atmosferze i zintegrować się z innymi drużynowymi.

### III Ogólnopolski Zlot Drużynowych
W dniach 19-23 sierpnia 2009 odbył się równolegle z Letnią Akcją Szkoleniową i Zlotem Harcmistrzów III Ogólnopolski Zlot Drużynowych w Małeczu k. Łodzi. Po raz pierwszy organizatorzy zaprosili na zlot także przybocznych z ukończonym kursem drużynowych.
Komendę III Ogólnopolskiego Zlotu Drużynowych stanowili: 
- hm. Emilia Kulczyk-Prus – komendantka zlotu,
- hm. Aleksandra Wodzyńska – zastępca komendanta ds. programowych,
- hm. Tomasz Fliszkiewicz – zastępca komendanta ds. organizacyjnych,
- phm. Magdalena Suchan – członek komendy ds. promocji,
- hm. Beata Matyjaszczyk – członek komendy ds. pozyskiwania środków,
- hm. Inga Rusin – członek komendy ds. kontaktów z uczestnikami z zagranicy.

Miejscem zlotu był teren wokół dworku Małecza, w którym przez ostatnie lata życia mieszkał Andrzej Frycz Modrzewski, wykorzystywany jest także podczas imprez Hufca ZHP Pabianice. W 1994 roku odbyła się tam Polowa Zbiórka Harcerstwa Starszego, w której uczestniczyło około 2500 osób.
Uczestnicy wzięli udział w zajęciach, których tematykę podzielono trzy obszary: Praca nad sobą - ja, Braterstwo - ja i inni oraz Służba - ja i świat. Zorganizowano także grę wyczynową, kino i teatr letni, koncerty, konferencje, kawiarenki i kabareton.